# Holothuriida
Los holotúridos (Holothuriida) son un orden de equinodermos holoturoideos. Los taxones incluidos en este orden habían formado parte del antiguo orden Aspidochirotida, que ha resultado ser polifilético i ha sido desmembrado

## Características
Se distinguen de otros holotúridos (clase Holothuroidea) por la presencia de tentáculos aplanados, a menudo en forma de hoja, pero sin los otros apéndices grandes que se encuentran en el orden Elasipodida. No tienen músculos introvertidos o retractores. Los pies ambulacrales a menudo forman una suela claramente delimitada. Tienen 15-30 tentáculos retráctiles en forma de escudo que rodean la boca. La pared del cuerpo es gruesa y coriácea y contiene osículos, incluidos algunos en forma tabular. Tienen árboles respiratorios para el intercambio de gases. El mesenterio del asa posterior del intestino está unido al interradio ventral derecho. Los músculos que corren longitudinalmente por el cuerpo están dispuestos en cinco bandas dobles. Pueden disparar por la cloaca hilos blancos y pegajosos, conocidos como túbulos de Cuvier, para distraer o enredar a los depredadores. Por lo general, se encuentran en ambientes expuestos de aguas poco profundas.

## Taxonomía
Incluye 231 especies en dos familias:
- Familia Holothuriidae Burmeister, 1837
- Familia Mesothuriidae Smirnov, 2012